# Tysfjord (fjord)
De Tysfjord is een fjord van 58 km in de Noorse provincie Nordland.
De Tysfjord is de op een na diepste fjord van Noorwegen, met een maximale diepte van 897 meter. Aan de fjord ligt de gelijknamige plaats Tysfjord. Er is een veerverbinding van Kjøpsvik naar Drag.